# Louisiana Shrimp & Petroleum Festival

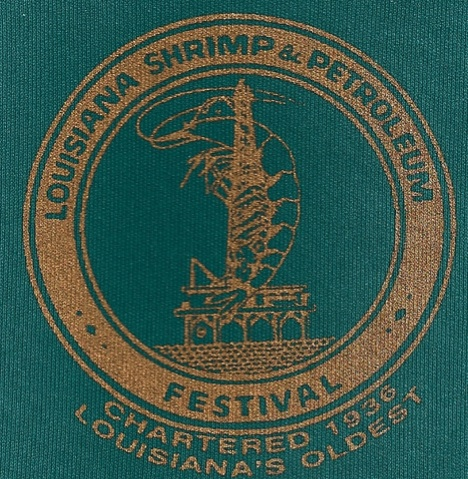
Offizielles Festival-Logo

Das „Louisiana Shrimp & Petroleum Festival“ ist das größte Volksfest der US-amerikanischen Kleinstadt Morgan City und ihrer 13.500 Einwohner sowie das älteste Volksfest des Bundesstaates Louisiana. Internationale Beachtung erhielt das Fest erstmals nach der Ölpest im Golf von Mexiko 2010.

## Geschichte
Das „Shrimp & Petroleum Festival“ ist eines der bekanntesten Festivals der mehr als 400 Volksfeste im Bundesstaat Louisiana. Im Jahr 1936 ging in Morgan City das erste Boot auf Shrimps-Fang. Noch in demselben Jahr fand ein erstes Volksfest statt, das als Ursprung des heutigen Festivals gilt. Der Garnelen-Fang war in den folgenden Jahren die Haupterwerbsquelle der Region.
Ab 1947 begann man 70 km südlich der Stadt im Golf von Mexiko mit den ersten Ölbohrungen. Fortan entwickelte sich die Erdölindustrie zum zweiten, bald weitaus wichtigeren Wirtschaftsfaktor. Deshalb wurde 20 Jahre später, im Jahr 1967, in gleichwertiger Würdigung beider Wirtschaftszweige das traditionelle Volksfest in „Shrimp & Petroleum Festival“ umbenannt.

## Gegenwart
Auch wenn sich die Erdölindustrie an der Ausrichtung des Volksfestes aktiv beteiligt und immer stärkere Berücksichtigung findet, stehen die Meeresfrüchte noch immer im Vordergrund. Neben Shrimps, in jeder vorstellbaren Art gekocht und zubereitet, werden Spezialitäten der lokalen Cajun-Küche von Jambalaya bis Alligatorenfleisch zum Verzehr angeboten.
Ein wichtiger Programmpunkt des Festivals ist die Wahl von „König“ und „Königin“. In früheren Jahren wurde der Shrimpfischer mit dem größten Fang zum „König“ ernannt. Die „Königin“ wurde danach bestimmt, wie erfolgreich ihre Familie beim Fischen gewesen war. Heute trägt man auch hier der gewachsenen Bedeutung der Ölindustrie Rechnung: Ein Verein, in dem frühere „Könige“ zusammengeschlossen sind, bestimmt den nächsten „König“. Für das Amt der „Königin“ können sich heute junge Frauen aus der Region bewerben, die 18 bis 23 Jahre alt und nie verheiratet oder schwanger waren. Der Festvorstand kürt die „Königin“. In den vergangenen Jahren waren jeweils ein Repräsentant der Shrimps- und der Erdölindustrie im Königspaar vertreten.
Höhepunkt des Festivals ist sonntags die „Segnung der Flotte“, eine Parade sowohl von Fischerbooten als auch Booten der Ölindustrie, die im Hafen von einheimischen Priestern gesegnet werden.
Alljährlich wird das Fest von etwa 150.000 Gästen besucht. Nur einmal seit Bestehen musste das Festival im Jahr 1992 nach dem Hurrikan Andrew ausfallen. Zweimal wurde das Volksfest lediglich verschoben – einmal im Jahr 2005 nach dem Hurrikan Katrina, das zweite Mal 2008 nach dem Hurrikan Gustav.
Nach der Ölpest des Jahres 2010 erhielt das Festival erstmals sogar internationale Beachtung und erfuhr wegen seiner thematischen Verbindung des Shrimp-Fanges mit der umweltfeindlichen Erdölindustrie heftige Kritik von außerhalb der Region. Doch trotz aller Kritik wurde auch 2010 das „Shrimp & Petroleum Festival“ vom 2. bis 6. September gefeiert – als Jubiläumsfestival im 75. Jahr nach seiner Gründung.